# Amictus funebris
Amictus funebris är en tvåvingeart som beskrevs av Paramonov 1931. Amictus funebris ingår i släktet Amictus och familjen svävflugor. Inga underarter finns listade i Catalogue of Life.